# Coupe de France 1999/00
Het seizoen 1999/2000 was het 83e seizoen van de Coupe de France in het voetbal. Het toernooi werd georganiseerd door de Franse voetbalbond.
Dit seizoen namen er 6096 clubs deel. De competitie ging in de zomer van 1999 van start en eindigde op 7 mei 2000 met de finale in het Stade de France in Saint-Denis. De finale werd gespeeld tussen FC Nantes (voor de achtste keer finalist) en de vierdeklasser Calais RUFC (voor de eerste keer finalist). FC Nantes veroverde voor de derde keer de beker door Calais RUFC met 2-1 te verslaan.
Als bekerwinnaar nam FC Nantes in het seizoen 2000/01 deel in de UEFA Cup.

## Uitslagen

### 1/32 finale
De 18 clubs van de Division 1 kwamen in deze ronde voor het eerst in actie. De wedstrijden werden op 21, 22 en 23 januari gespeeld.
 * = thuis; ** vijf wedstrijden werden op neutraal terrein gespeeld.
| Winnaar                 | Uitslag      | Verliezer                 |
| ----------------------- | ------------ | ------------------------- |
| FC Nantes               | 4-1          | FA Carcassonne-Villalbe * |
| Calais RUFC *           | 1-1 ns (7-6) | Lille OSC                 |
| AS Monaco               | 1-0          | RC Paris *                |
| Girondins Bordeaux      | 3-1          | SC Schiltigheim **        |
| Stade Rennes            | 2-0          | LB Châteauroux            |
| RC Strasbourg           | 1-0          | US Marignane **           |
| Olympique Lyon          | 1-0 nv       | Tours FC                  |
| Olympique Nîmes *       | 2-0          | CS Louhans-Cuiseaux       |
| FC Gueugnon *           | 1-0          | US Créteil-Lusitanos      |
| AS Cannes               | 1-0          | AFC Aurillac *            |
| Garde Saint-Ivy Pontivy | 1-0          | Stade Brest               |
| FC Metz                 | 2-0          | ES Vallée-de-l’Eure **    |
| FC Lorient *            | 2-1          | Montpellier HSC           |
| Paris Saint-Germain     | 4-3          | FC Limoges *              |
| Red Star 93             | 1-0          | SC Levallois **           |
| Amiens SC *             | 1-0          | AJ Auxerre                |

| Winnaar                   | Uitslag      | Verliezer                  |
| ------------------------- | ------------ | -------------------------- |
| FC Montceau Bourgogne     | 3-2          | USFC Vesoul                |
| Jeunes Langon-Castet *    | 3-0          | US Montagnarde             |
| Thouars Foot 79 *         | 1-0          | AS Nancy                   |
| AS Porto Vecchio **       | 1-1 ns (4-3) | FC Vaulx-en-Velin          |
| ES Les Herbiers *         | 3-0          | AFC Compiègne              |
| Besançon RC *             | 2-1          | La Roche Vendée Football   |
| Troyes AC                 | 1-0          | Vannes OC *                |
| Toulouse FC               | 1-1 ns (5-4) | La Roche Vendée Football * |
| Olympique Marseille       | 1-0          | ES Segré **                |
| Chamois Niort FC          | 3-1          | AS Lyon-Duchère *          |
| ASOA Valence              | 2-0          | USO Normande Mondeville *  |
| Olympique Saint-Quentin * | 1-0          | SC Bastia                  |
| AS Saint-Étienne *        | 2-1 nv       | Grenoble Foot 38           |
| AS Baume-les-Dames *      | 1-1 ns (5-4) | AS Évry                    |
| Le Havre AC               | 2-2 ns (4-2) | FC Sochaux *               |
| Stade Laval *             | 0-0 ns (3-2) | CS Sedan                   |

### 1/16 finale
De wedstrijden werden op 11 en 12 februari gespeeld.
 * = thuis; ** vijf wedstrijden werden op neutraal terrein gespeeld. 
| Winnaar            | Uitslag      | Verliezer                |
| ------------------ | ------------ | ------------------------ |
| FC Nantes          | 6-0          | FC Montceau-Bourgogne ** |
| Calais RUFC *      | 3-0          | Jeunes Langon-Castet     |
| AS Monaco          | 2-1          | Thouars Foot 79 **       |
| Girondins Bordeaux | 4-1          | AS Porto Vecchio **      |
| Stade Rennes       | 4-0          | ES Les Herbiers **       |
| RC Strasbourg      | 2-2 ns (4-2) | Besançon RC *            |
| Olympique Lyon *   | 1-0          | Troyes AC                |
| Olympique Nîmes *  | 1-0          | Toulouse FC              |

| Winnaar                   | Uitslag      | Verliezer                 |
| ------------------------- | ------------ | ------------------------- |
| FC Gueugnon               | 4-3          | Olympique Marseille *     |
| AS Cannes                 | 3-0          | Chamois Niort FC *        |
| Garde Saint-Ivy Pontivy * | 2-1          | ASOA Valence              |
| FC Metz                   | 3-1 nv       | Olympique Saint-Quentin * |
| FC Lorient                | 0-0 ns (4-3) | AS Saint-Étienne *        |
| Paris Saint-Germain       | 2-0          | AS Baume-les-Dames **     |
| Red Star 93 *             | 1-0          | Le Havre AC               |
| Amiens SC *               | 1-1 ns (5-3) | Stade Laval               |

### 1/8 finale
De wedstrijden werden op 4 en 5 maart gespeeld.
 * = thuis; ** Calais in Boulogne-sur-Mer, Pontivy in Guingamp. 
| Winnaar              | Uitslag      | Verliezer                  |
| -------------------- | ------------ | -------------------------- |
| FC Nantes *          | 0-0 ns (5-3) | FC Gueugnon                |
| Calais RUFC **       | 1-1 ns (4-1) | AS Cannes                  |
| AS Monaco            | 4-0          | Garde Saint-Ivy Pontivy ** |
| Girondins Bordeaux * | 1-0          | FC Metz                    |

| Winnaar           | Uitslag | Verliezer           |
| ----------------- | ------- | ------------------- |
| Stade Rennes *    | 3-2     | FC Lorient          |
| RC Strasbourg *   | 1-0     | Paris Saint-Germain |
| Olympique Lyon    | 2-1     | Red Star 93 *       |
| Olympique Nîmes * | 2-0     | Amiens SC           |

### Kwartfinale
De wedstrijden werden op 18 en 19 maart gespeeld.
 * = thuis; ** Calais-Strasbourg in Lens. 
| Winnaar              | Uitslag | Verliezer        |
| -------------------- | ------- | ---------------- |
| FC Nantes *          | 2-1 nv  | Stade Rennes     |
| Calais RUFC **       | 2-1     | RC Strasbourg    |
| AS Monaco            | 3-1     | Olympique Lyon * |
| Girondins Bordeaux * | 1-0     | Olympique Nîmes  |

### Halve finale
De wedstrijden werden op 12 april gespeeld.
 * = thuis; ** Calais-Bordeaux in Lens. 
| Winnaar        | Uitslag | Verliezer          |
| -------------- | ------- | ------------------ |
| FC Nantes      | 1-0     | AS Monaco *        |
| Calais RUFC ** | 3-1 nv  | Girondins Bordeaux |

### Finale
|            |                                                    |       |                    |                                                                                  |
| 7 mei 2000 | FC Nantes                                          | 2 – 1 | Calais RUFC        | Stade de France, Saint-Denis Toeschouwers: 78.717 Scheidsrechter: Claude Colombo |
| 7 mei 2000 | Antoine Sibierski 49' Antoine Sibierski 90' (pen.) |       | 34' Jérôme Dutitre | Stade de France, Saint-Denis Toeschouwers: 78.717 Scheidsrechter: Claude Colombo |